# 道の駅日光
道の駅日光（みちのえき にっこう）は、栃木県日光市にある国道119号の道の駅である。

## 概要
日光杉並木の3街道（日光街道、会津西街道、日光例幣使街道）が合流する日光市今市地区の中心市街地に位置し、世界遺産「日光の社寺」や鬼怒川温泉・川治温泉など豊富な観光情報の発信および同市街地集客の拠点施設として、市が単独で整備した。愛称は「日光街道 ニコニコ本陣」。
江戸時代から受け継がれた伝統の彫刻屋台・花屋台の展示場、最大380席のシューボックス型ホールから16 m × 16 mのフラットスペースにまで利用可能な多目的ホールなどが併設されている。
中核施設として日光市にゆかりの作曲家・船村徹の作品を紹介する「日本のこころのうたミュージアム・船村徹記念館」があるが、来館者の減少などから、2026年度以降の閉館に向けて日光市などが検討を行っている。

## 施設
- 駐車場（小型車52台、大型車7台、身体障害者用3台／第1・第2・第3駐車場合計）※その他周辺の公共駐車場も利用可能
- トイレ
- 公衆電話
- 日本のこころのうたミュージアム・船村徹記念館
- 多目的ホール
- 多目的広場
- 屋台展示コーナー
- 観光情報館（観光案内所、観光情報コーナー）
- ニコニコマルシェ（商業施設）
  - 農産物直売コーナー
  - 栃木の特産品・土産物販売店
- セブン-イレブン

## アクセス
- 国道119号（国道121号、国道352号重複）
  - 栃木県道62号
  - 栃木県道118号
- JR日光線今市駅
- 東武日光線・鬼怒川線下今市駅